# Административно деление на Бенин
През 1999 година Бенин удвоява съществуващите 6 департамента, като всеки е разделен на 2 части. Департаментите са разделени на 77 общини.
Дванадесетте департамента на Бенин са:
1. Алибори (от Северно Боргу)
2. Атакора
3. Атлантик
4. Боргу
5. Колине (от Северно Зу)
6. Донга (от Южна Атакора)
7. Куфо (от Северно Моно)
8. Литорал (регионът около Котоно, отделен от Атлантик)
9. Моно
10. Уеме
11. Плато (от Северно Уеме)
12. Зу